# Кузница в Смоленске
Кузница — самое старое светское здание города Смоленска. Расположена по адресу: ул. Ленина, д.8а.
Дом построен на рубеже XVII — XVIII веков (точная дата неизвестна) и является самым древним гражданским зданием на Смоленщине. Вначале, во времена, когда Смоленск находился в составе Речи Посполитой, домик служил городским архивом («польская архива»).
В 1785 году «польскую архиву» приспособили под кузницу Инженерного дома. Впоследствии инженерный дом был разрушен, а кузница сохранилась.
Сейчас кузница запрятана в одном из городских дворов и немного углублена в землю. С 1982 года в этом доме разместился Музей кузнечного ремесла, в котором представлены подлинные кузнечные инструменты, наковальня, меха и изделия кузнечного ремесла XVII — XIX веков.